# Crocodiles Hamburg
Die Crocodiles Hamburg sind ein deutscher Eishockeyclub aus dem Hamburger Stadtteil Farmsen. Er gehört seit seiner Gründung im Jahr 1990 dem Farmsener Turnverein an. Die erste – ausgelagerte – Mannschaft spielte bis 2023 in der Oberliga Nord, zusätzlich stellt der Verein noch zwei weitere Herren-, eine Damen- und sieben Nachwuchsmannschaften. Die Heimspiele tragen die Mannschaften der Crocodiles, die 1998 zu den Gründungsmitgliedern der 2. Bundesliga gehörten und 2000 einen Antrag auf die Aufnahme in die DEL stellten, in der etwa 1.955 Zuschauer fassenden Eissporthalle Farmsen aus. Die Vereinsfarben der Crocodiles Hamburg sind hauptsächlich Rot und Schwarz, ergänzt durch die Nebenfarben Weiß und Grün.
Ende April im Jahre 2023 reichte die Spielbetriebs-Gesellschaft der Crocodiles einen Insolvenzantrag ein. Zur Saison 2023/24 traten die Crocodiles wieder unter dem Dach des Vereins in der Verbandsliga Nord an.

## Geschichte

### Anfangsjahre und Aufschwung (1990 bis 1996)
Die Eishockeyabteilung des Farmenser Turnverein Hamburg wurde 1990 als „FTV Crocodiles“ und direkter Nachfolger des 1. EHC Hamburg gegründet. Die Spieler aller Mannschaften des EHC wechselten in den Farmsener TV, der 1990 in der Landesliga den Spielbetrieb aufnahm. Das erste Heimspiel in Farmsen gewannen die Crocodiles gegen den Altonaer SV mit 2:0, beide Tore erzielte im letzten Drittel Hans Sulzgruber, der sich in den folgenden Jahren zu einem der wichtigsten Spieler des Vereins entwickelte. Die Zuschauerzahl pendelte sich bei den Spielen der Premierensaison bei ungefähr 80 Zuschauern ein, es sei denn, ein Gastverein brachte eine größere Menge an Zuschauern mit.
In der Mitte der 1990er Jahre fasste der Hamburger Unternehmer Klaus-Peter Jebens den Entschluss, eine Multifunktionsarena im Osten der Stadt zu bauen. Die sollte auf seinem Gelände am Höltigbaum stehen und eine Kapazität von 8.500 bis 10.000 Zuschauern haben. Jebens wollte die Halle mit eigenen finanziellen Mitteln bauen, allerdings verhinderte der Hamburger Senat das Projekt mit der Begründung, die Infrastruktur am Hamburger Stadtrand sei für die Halle nicht ausreichend, zudem gäbe es keinen Bahnhof in der Nähe. Jedoch hielt auch die Stadt den Bau einer neuen Arena für unumgänglich, da die alten Sporthallen in Alsterdorf mit ungefähr 4.000 Plätzen und in Wandsbek mit einer Kapazität von circa 2.000 Plätzen zu klein geworden waren.
Um den Standort seiner Halle zu unterstreichen, suchte Klaus-Peter Jebens einen Eishockeyverein aus dem Osten der Stadt, welchen er als Heimmannschaft seiner geplanten Halle am Höltigbaum präsentieren konnte.

### Erfolgreiche Jahre in der zweiten Liga (1996 bis 2000)
Jebens wurde 1996 Alleingesellschafter der inzwischen vom Stammverein FTV ausgegliederten Crocodiles-Mannschaft. Ein neues Vereinsemblem, welches noch heute in leicht abgeänderter Form benutzt wird, wurde eingeführt. Zudem wurde mit den Umbaumaßnahmen an der alten Eissporthalle begonnen, welche den Austausch von Holzbänken in Schalensitzplätze, die Erneuerung der sanitären Anlagen, die Installation einer kamerafähigen Pressetribüne und die Errichtung eines VIP-Bereichs umfassten. Da die Crocodiles durch die Unterstützung Jebens in den unteren Ligen stets den höchsten Etat umsetzen konnten, erfolgte in den folgenden Jahren der sportliche Aufstieg der Hamburger Mannschaft. Durch zum Teil zweistellige Siege sowie das Aufkaufen von Lizenzen höherklassiger Clubs schafften die Crocodiles in drei Jahren den Aufstieg in die zweitklassige 1. Liga Nord. Dort belegte die Mannschaft in der Saison 1997/98 den zehnten Platz und qualifizierte sich somit für die neu gegründete Bundesliga, welche ab der Spielzeit 1999/2000 als 2. Bundesliga ausgespielt wurde.
Der Zuschauerschnitt war durch die sportlichen Erfolge in den vergangenen Jahren stetig angestiegen, gegen die Düsseldorfer EG, die sich zuvor wegen finanzieller Probleme aus der Deutschen Eishockey Liga zurückgezogen hatte, und andere bekannte Mannschaften der neuen zweiten Spielklasse war die Halle mit ca. 2.300 Zuschauern ausverkauft.

### Absturz in die Verbandsliga (2000 bis 2001)
Im Sommer 2000 versuchten die Crocodiles, die das Play-off-Viertelfinale der Saison 1999/2000 erreicht hatten, die DEL-Lizenz der ausgeschiedenen Starbulls Rosenheim zu kaufen und in die höchste Eishockeyliga nachzurücken. Die Genehmigung des Verkaufs wurde jedoch von der DEL-Gesellschafterversammlung nicht erteilt. Nachdem die Hamburger Bürgerschaft verkündete, im Volkspark neben dem Volksparkstadion eine Multifunktionsarena für rund 12.300 Zuschauer bauen zu wollen, wurde die Spielbetriebs-GmbH der Crocodiles vom Alleingesellschafter Klaus-Peter Jebens, der nach eigenen Angaben während seines Engagements fünf Millionen D-Mark in den Verein investiert hatte, aufgelöst.
Dem Farmsener TV gelang es zunächst, mit einer neuen GmbH den Spielbetrieb in der Oberliga Nord für eine Spielzeit fortzusetzen, welcher jedoch nach der Saison endgültig eingestellt werden musste. Die noch unter Vertrag stehenden Spieler verließen die Mannschaft noch während der laufenden Spielzeit 2000/01, sodass die Mannschaft sportlich nicht mehr konkurrenzfähig bleiben konnte. Nachdem schließlich auch die Zuschauerzahlen stark abgenommen hatten, musste der Verein mit Verbindlichkeiten von 500.000 D-Mark Insolvenz anmelden.
Nach der Spielzeit wurde die ausgegliederte Mannschaft der Crocodiles wieder in den Stammverein Farmsener TV integriert und spielte weiterhin unter dem Namen „Crocodiles Hamburg“ in der Verbandsliga, während die GmbH aufgelöst wurde. Trotz freien Eintritts stiegen die Zuschauerzahlen jedoch selten über 100 Besucher.

### Neuanfang, erneuter Absturz und Umbruch (2001 bis 2007)
Nach drei Jahren in der Verbandsliga schaffte der Verein 2004 nach einem fünften Platz in den Play-offs als Nachrücker die Qualifikation für die kommende Regionalliga-Saison. Die Zuschauerzahlen stiegen in der Folge wieder leicht an, sportlich schafften die Crocodiles in ihrer ersten Regionalliga-Spielzeit in den Play-downs den Klassenerhalt.
In der Saison 2005/06 wurden die Regionalligen Nord und Ost zur Regionalliga Nord-Ost zusammengefasst. Teilnehmende Vereine waren unter anderem die Nachbarn EC Timmendorfer Strand und Adendorfer EC, aber auch die Piranhas Rostock, zwei Vertreter aus Berlin, der ESC Leipzig, der ESC Halle und der EHV Schönheide. Aufgrund der dadurch entstandenen zusätzlichen Reisekosten wurde der Etat erheblich belastet. Da die Crocodiles im Gegensatz zu den Spitzenteams aus Rostock und Leipzig, deren Etat bei 780.000 beziehungsweise 1,2 Millionen Euro lag, nur ein Budget von 19.800 Euro zur Verfügung hatten, belegte das Team lediglich den letzten Platz der Hauptrunde. Da zudem nur eine Trainings-Eiszeit zur Verfügung stand, waren die Crocodiles gegen die Halb-Profis aus den anderen Vereinen unterlegen.
Dennoch sicherte die Mannschaft in den Play-downs den Klassenerhalt, während der Lokalrivale Adendorfer EC das erste Mal in seiner Geschichte absteigen musste. Aufgrund des erneut ausbleibenden Zuschauerzuwachses lagen die Kosten für diese Saison letztlich 30.000 Euro höher als erwartet, sodass der FTV freiwillig in die Verbandsliga abgestiegen ist, zusammen mit den zahlungsunfähigen EC Timmendorfer Strand und dem Adendorfer EC. Nach einem schlechten Saisonstart mit sechs Niederlagen in Folge, Streitigkeiten innerhalb der Mannschaft, unter anderem bedingt durch den Wechsel von Spielertrainer Johan Pawletta zum Lokalrivalen Hamburger SV schlossen die Crocodiles die Saison 2006/07 lediglich auf dem siebten Platz ab. Allerdings wurde das Primärziel, nicht erneut finanzielle Verluste zu erzielen erreicht. Der Zuschauerschnitt lag bei 180 Fans, wobei alleine gegen den HSV 450 sowie gegen Adendorf 300 Zuschauer gezählt wurden.
Obwohl man in die neue Regionalliga Nord hätte aufsteigen können, verzichtete der Verein schließlich aus wirtschaftlichen Gründen auf den Aufstieg. Leistungsträger wie Alexandre Santos, einer der Topscorer der Liga, Stefan Gebauer und die Torhüter Matthias Rieck und Guido Titzhoff verließen die Crocodiles und wechselten zum Stadtrivalen Hamburger SV, der in der höherklassigen Regionalliga antreten konnte. Zudem wechselte Erich Dumpis zu den Beach Boys aus Timmendorf.

### Wiederaufstieg in die Regionalliga (2007 bis 2010)
Trotz der Abgänge der Leistungsträger konnte sich die Mannschaft um Spielertrainer Dennis Wellnitz und Assistent Wolfgang Asmuß gegen neun andere Teams ohne Niederlage durchsetzen, lediglich in Salzgitter, Altona und Osterode wurde lediglich nach Penalty-Schießen gewonnen. Das erste Lokalderby nach langer Zeit gegen den Altonaer SV gewannen die Crocodiles in Farmsen mit 7:2, im Rückspiel siegte die Mannschaft allerdings erst im Penaltyschießen.
Auch das Zuschauerinteresse stieg wieder an. Gegen die direkten Konkurrenten um den Meistertitel, den EHC Osterode, waren 500 Zuschauer in der Halle, zum Spiel nach Osterode begleiteten über 50 Fans die Mannschaft. Gegen das Nachwuchsteam der Hannover Scorpions mit der DEL-Legende Len Soccio als Spielertrainer kamen 800 Zuschauer in die heimische Eishalle, was die höchste Zuschauerzahl in einem Pflichtspiel seit der Oberliga-Saison 2000/01 bedeutete. In Anbetracht der weiterhin schwierigen finanziellen Situation verzichteten die Crocodiles allerdings erneut auf einen Aufstieg. Die Ligenleitung des Niedersächsischen Eissport-Verbands drängte jedoch darauf, dass die Crocodiles als Meister ihr Aufstiegsrecht wahrnahmen oder stattdessen in die Landesliga absteigen sollten. Schließlich wurde ein Kompromiss geschlossen, der einen Zwangsabstieg der Ersten Herrenmannschaft in die Landesliga und die Fortführung des Spielbetriebs als 1b-Mannschaft sowie die Gründung einer neuen Mannschaft mit dem Zusatznamen Juniors in der Verbandsliga vorsah. Der FTV verpflichtete sich dabei, in jedem Spiel der Juniors mit mindestens zwölf U23-Spielern anzutreten. Die Juniors-Mannschaft bestand dennoch zum größten Teil aus dem Kader der Vorsaison, ergänzt mit einigen Spielern aus dem Jugend- und Juniorenbereich. Am Ende der Saison erreichte man hinter den Regionalliga-Absteigern Wedemark Scorpions, REV Bremerhaven 1b und den Salzgitter Steelers den vierten Platz.
Die Damen-Spielgemeinschaft mit dem Adendorfer EC war zwar in der Saison 2007/08 Meister der 1. Damenliga Nord-Ost geworden; da in der nächsthöheren Spielklasse, der 2. Liga Nord, jedoch keine Spielgemeinschaften zugelassen sind, wurde der Spielbetrieb unter dem Dach des Adendorfer EC fortgesetzt. Die Jugendmannschaft des FTV wurde währenddessen Norddeutscher Meister und schied erst im Halbfinale um den Aufstieg in die Jugend-Bundesliga aus, nachdem man sich dem Grefrather EC 2001 geschlagen geben musste.
In der Saison 2009/10 starteten die Crocodiles mit der Ersten Herrenmannschaft in der Regionalliga, obwohl man sich im Vorjahr nicht sportlich qualifizieren konnte.

### Oberliga Nord (2010–2023)
Durch die Ligenreform der 3. Spielklasse im Sommer 2010 nahm die Mannschaft der Crocodiles an der Oberliga Nord 2010/11 teil und erreichte dort Platz 8 nach der Vorrunde. In der Saison 2011/12 erreichte die Mannschaft nach Platz 8 nach der Hauptrunde Platz 3 in der Relegationsrunde. In der Saison 2012/13 wurde die Mannschaft in der Hauptrunde 7. und erreichte in der Platzierungsrunde Platz 3. Obwohl die Crocodiles während der Saison 2014/15 in finanzielle Schwierigkeiten gerieten und es eine Zeit lang nicht gut für die Mannschaft aussah, haben sie mit Platz 6 nach der Vorrunde und Platz 5 nach den Play-offs in der Saison die beste Platzierung der letzten 15 Jahre erreicht. Eine Spielzeit später belegten die Crocodiles nach der Hauptrunde lediglich den 18. und letzten Platz, konnten sich in der Abstiegsrunde vor dem Lokalrivalen HSV und den Berliner Klubs Preussen und FASS platzieren und damit die Klasse halten. Für die Spielzeit 2016/17 gelang den Farmsenern mit der Verpflichtung des vormaligen Kapitäns der Hamburg Freezers Christoph Schubert ein Überraschungscoup. Durch diese Verpflichtung gelang den Crocodiles ein sportliches Revival. Durch das Aus der Hamburg Freezers wurden viele neue Sponsoren akquiriert. Im Juli 2017 wurde der Österreicher Herbert Hohenberger als neuer Cheftrainer eingestellt. Die Crocodiles arbeiten in der Saison 2017/18 mit einem Etat von zirka 750.000 €. Nachfolger Hohenbergers als Hamburger Trainer wurde im Mai 2018 Jacek Plachta.
Mitte Dezember 2018 meldete die seit 2017 zuständige Betreibergesellschaft der Crocodiles, die 1. Hamburger Eissport GmbH, Insolvenz an. Es sei zum Ausfall bereits zugesagter Fördergelder in Höhe von 250.000 Euro gekommen, hieß es in einer Mitteilung der Hamburger. Es wurde ein Planinsolvenzverfahren eingeleitet. Mitte Januar 2019 gab der Verein bekannt, den Spielbetrieb aufgrund von Spenden in Höhe von fast 200.000 Euro bis zum Ende der Saison 2018/19 aufrechterhalten zu können. Dem Insolvenzplan stimmten die Gläubiger im April 2019 zu.
Zum 30. Jubiläum ihres Clubs 2020 planten die Crocodiles ein Winter Game unter freiem Himmel im Millerntor-Stadion. Die Planungen wurden jedoch aufgrund der COVID-19-Pandemie im selben Jahr eingestellt. Des Weiteren gab es Überlegungen zum Bau einer neuen Halle, die die Anforderungen der DEL2 erfüllt. Die Eissporthalle Farmsen als gegenwärtige Spielstätte ist über 40 Jahre alt und bietet weniger als 2.000 Plätze, was nicht ausreichend ist. Zuletzt sollte im Jahre 2021 eine Machbarkeitsstudie in Auftrag gegeben werden, ob in Hamburg-Farmsen weiter nordwestlich am Neusurenland eine reine Eissporthalle mit bis 4.000 Plätzen gebaut werden könnte. An jenem Standort befand sich – zum Zeitpunkt der Verkündung der Idee – eine Brachfläche, da diese wegen starker Schadstoffbelastung aus Altmüllablagerungen im Boden nicht zur Wohnbebauung genutzt werden kann.

### Erneute Insolvenz, Verbandsliga Nord und Regionalliga (seit 2023)
Zum Ende der Saison 2022/23 reichte die Spielbetriebs-Gesellschaft der Crocodiles erneut einen Insolvenzantrag ein. Ein für die darauffolgende Spielzeit sicher geglaubter Hauptsponsor hatte seine Zusage kurzfristig zurückgezogen, sodass ein mittlerer sechsstelliger Betrag zur Finanzierung der nächsten Saison fehlte. Die Stadt Hamburg lehnte eine Finanzierung ab.
Zur Saison 2023/24 traten die Crocodiles wieder unter dem Dach des Vereins mit der verstärkten ehemaligen „1B-Mannschaft“ zwei Spielklassen tiefer in der Verbandsliga Nord an. Die Spieler, die zuvor dem Oberligateam angehört hatten, verließen den Verein. Am Ende der Saison stieg der Verein dennoch umgehend wieder in die viertklassige Regionalliga auf.

## Platzierungen seit 2010
| Saison  | Liga              | Hauptrunde | Saisonabschluss                                                        |
| ------- | ----------------- | ---------- | ---------------------------------------------------------------------- |
| 2010/11 | Oberliga Nord     | 8. Platz   | 2. Platz Oberliga Nord Endrunde Gruppe B                               |
| 2011/12 | Oberliga Nord     | 8. Platz   | 4. Platz Oberliga Nord Relegation Gruppe B                             |
| 2012/13 | Oberliga Nord     | 7. Platz   | 3. Platz Oberliga Nord Platzierungsrunde, 5. Platz Oberliga Nord Pokal |
| 2013/14 | Oberliga Nord     | 8. Platz   | 4. Platz Oberliga Nord Pokal                                           |
| 2014/15 | Oberliga Nord     | 6. Platz   | 5. Platz Oberliga Nord Play-offs                                       |
| 2015/16 | Oberliga Nord     | 18. Platz  | 1. Platz Oberliga Nord Abstiegsrunde                                   |
| 2016/17 | Oberliga Nord     | 4. Platz   | 5. Platz Oberliga Nord Zwischenrunde, Achtelfinale in den Play-offs    |
| 2017/18 | Oberliga Nord     | 9. Platz   | 2. Platz Oberliga Nord Qualifikationsrunde                             |
| 2018/19 | Oberliga Nord     | 9. Platz   | Keine Teilnahme an den Play-offs wegen des Insolvenzverfahrens         |
| 2019/20 | Oberliga Nord     | 3. Platz   | Keine Play-offs – Covid-19 bedingt                                     |
| 2020/21 | Oberliga Nord     | 5. Platz   | Halbfinale                                                             |
| 2021/22 | Oberliga Nord     | 6. Platz   | Achtelfinale                                                           |
| 2022/23 | Oberliga Nord     | 5. Platz   | Achtelfinale; Insolvenzantrag                                          |
| 2023/24 | Verbandsliga Nord | 1. Platz   | Meister – Aufstieg – Keine Play-offs                                   |
| 2024/25 | Regionalliga Nord | 4. Platz   | Finale; Vizemeister                                                    |

## Mannschaft

### Bedeutende frühere Mannschaften

#### Aufsteiger in die Bundesliga 1998
| Position      | Name |
| Tor:          | Jens Casten, Carsten Solbach |
| Verteidigung: | Dieter Bloem, Marc Drenkhahn, Daniel Jardemyr, Terho Koskela, Markus Krützfeldt, Martin Lindman, Paris Proft, Earl Spry, Greg Thomson                                                      |
| Sturm:        | Damian Adamus, Fabian Ahrens, Jonas Andersson, Van Burgess, Till Feser, Mark Franks, Brad Gratton, Jeff Herman, Petr Kopta, Mark Mahon, Patryk Pysz, Peter Renner, Pat Ryan, Harald Waibel |
| Trainer:      | Bob Burns |

#### Zweitligamannschaft 1998/99
| Position      | Name |
| Tor:          | Jim Hrivnak, Ralf Kanstorf, Carsten Solbach |
| Verteidigung: | Dieter Bloem, Phil Bourque, Alexander Genze, Markus Krützfeldt, Karsten Mende, John Noob, Paris Proft, Earl Spry, Greg Thomson |
| Sturm:        | Fabian Ahrens, Michael Bärbock, Jim Bermingham, Van Burgess, Jeremiah Burns, Andrew Clark, Tobias Doose, Jason Dunham, Lars Hoffmann, Zbyněk Kukačka, Daniel Larin, Mark Mahon, Patryk Pysz, Paul Strand, Matt Turek, Harald Waibel, Heiko Weitze, Sven Zywitza |
| Trainer:      | Bob Burns |

#### Zweitligamannschaft 1999/2000
| Position      | Name |
| Tor:          | Mariusz Cissewski, Carsten Solbach |
| Verteidigung: | Derek Booth, Phil Bourque, Alexander Engel, Alexander Genze, Karsten Mende, Jayson Meyer                                                                                         |
| Sturm:        | Jason Dunham, Mario Gehrig, John Johnson, Maurice Lemay, Jay Luknowsky, Mark Mahon, Mike Millar, Andy Pritchard, Patrick Pysz, Christoph Sandner, Jürgen Trattner, Harald Waibel |
| Trainer:      | Ross Yates |

## Spieler

### Bedeutende ehemalige Spieler
(Teamzugehörigkeit und Position in Klammern)
| - Dimitrij Kotschnew (2000–2001, Tor) Kotschnew stand in der Saison 2000/01 23-mal im Tor der Crocodiles. Danach wechselte er zu den Iserlohn Roosters, wo er bis 2007 blieb. Als die Roosters 2003/04 die DEL-Play-offs verpasst hatten, spielte der Torhüter als Förderlizenzspieler für die Füchse Duisburg in der zweiten Liga und stieg mit ihnen sportlich in die DEL auf. In der Saison 2007/08 wechselte Kotschnew von den Iserlohn Roosters nach Nürnberg. Mit den Nürnberg Ice Tigers wurde er nach der Hauptrunde Erster, wobei er statistisch einer der besten Torhüter der Liga war, scheiterte allerdings bereits in der ersten Play-off-Runde. Nach der Saison 2007/08 wechselte Kotschnew in die KHL zu HK Spartak Moskau. Kotschnew spielte zudem 35 Mal im Tor der deutschen Nationalmannschaft. | - Karsten Mende (1998–2000, Verteidigung) Karsten Mende spielte von 1998 bis 2000 in der damaligen 1. Bundesliga für die Crocodiles. Zuvor war er lange Jahre für den Kölner EC in der Bundesliga sowie deren Nachfolgeteam Kölner Haie in der DEL aktiv. Mittlerweile ist der mehrmalige Nationalspieler Manager der Iserlohn Roosters. | - Sven Zywitza (1998–1999, Sturm) Zywitza spielte in der Saison 1998/99 für die Crocodiles, konnte allerdings nicht an frühere Leistungen beim BSC Preussen in der Bundesliga oder den Augsburger Panthern in der DEL anknüpfen. Heute ist er Geschäftsführer des ERC Ingolstadt in der Deutschen Eishockey Liga. | - Alexander Schuster (2000–2001, Verteidigung) Der bei den Fans aufgrund seiner „rustikalen“ Art beliebte Alexander Schuster spielte in der Oberliga-Saison 2000/01 bei den Crocodiles. Zuvor war er bereits für verschiedene Vereine in der jeweils zweithöchsten Spielklasse aktiv. Heute spielt der Abwehrspieler für den EHC Klostersee in der Oberliga.                                                                              |
| - Dimitrij Kotschnew (2000–2001, Tor) Kotschnew stand in der Saison 2000/01 23-mal im Tor der Crocodiles. Danach wechselte er zu den Iserlohn Roosters, wo er bis 2007 blieb. Als die Roosters 2003/04 die DEL-Play-offs verpasst hatten, spielte der Torhüter als Förderlizenzspieler für die Füchse Duisburg in der zweiten Liga und stieg mit ihnen sportlich in die DEL auf. In der Saison 2007/08 wechselte Kotschnew von den Iserlohn Roosters nach Nürnberg. Mit den Nürnberg Ice Tigers wurde er nach der Hauptrunde Erster, wobei er statistisch einer der besten Torhüter der Liga war, scheiterte allerdings bereits in der ersten Play-off-Runde. Nach der Saison 2007/08 wechselte Kotschnew in die KHL zu HK Spartak Moskau. Kotschnew spielte zudem 35 Mal im Tor der deutschen Nationalmannschaft. | - Mark Mahon (1999–2000, Sturm) Mahon spielte in der Saison 1999/2000 bei den Crocodiles, nachdem er zuvor bereits 48 DEL-Spiele für die Wedemark Scorpions absolviert hatte. Seit 2004 ist der ehemalige Angreifer Trainer der japanischen Nationalmannschaft.                                                                          | - Phil Bourque (1998–2000, Verteidigung) Phil Bourque beendete nach der Saison 1999/2000 seine Karriere bei den Crocodiles. Mit den Pittsburgh Penguins gewann er 1991 und 1992 zweimal den Stanley Cup, außerdem spielte er in der National Hockey League für die New York Rangers und die Ottawa Senators. Insgesamt wurde er in 477 Spielen der höchsten nordamerikanischen Profiliga eingesetzt und erzielte 88 Tore und 111 Vorlagen. Hinzu kommen 56 NHL-Play-off-Spiele. | - Marcus Bleicher (2000–2001, Sturm) Marcus Bleicher war in der Spielzeit 2000/01 für die Crocodiles aktiv. 2008 wurde er „Trainer des Jahres“ mit dem SC Riessersee in der 2. Liga. Trotzdem wechselte er nach der Auszeichnung zum Oberligisten ESV Kaufbeuren. In seiner aktiven Zeit spielte der Angreifer für die Frankfurt Lions und den EC Hannover in der DEL sowie für den Mannheimer ERC und den EV Landshut in der Bundesliga. |

## Vereinskultur

### Fans und Rivalitäten
Unter den Zuschauern des 2002 von München nach Hamburg umgezogenen Franchise der Anschutz Entertainment Group, das bis 2016 in der Hansestadt unter dem Namen Hamburg Freezers spielte, befanden sich auch viele ehemalige Fans der Hamburg Crocodiles, wie zum Beispiel der Fanclub „Eispiraten“. Unter den Fans der unterklassigen Clubs in Hamburg, dem Hamburger SV, dem Altonaer SV und den Crocodiles, wurde das Thema „Freezers“ kontrovers diskutiert. Unter den Gegnern wurde bemängelt, dass die Freezers den kleinen Teams die Zuschauer wegnähmen, während Befürworter sagten, dass das DEL-Franchise das Hamburger Eishockey auf breiter Ebene publik mache, was wiederum Zuschauer zu den kleinen Vereinen bringen könne.
Am 21. Februar 2006 fand ein Freundschaftsspiel zwischen den Crocodiles Hamburg und den Hamburg Freezers vor 2.300 Zuschauern in der Farmsener Eishalle statt. Die Freezers gewannen 13:0, die Einnahmen flossen in die Jugendabteilung der Crocodiles. Obwohl damals die Freezers auch anderweitig die Jugendarbeit des Vereins unterstützt haben, lehnten einige Fangruppen der Crocodiles das neu angesiedelte Franchise kategorisch ab.
Seit 2009 besteht ein engeres Verhältnis zwischen den Fans der Weserstars Bremen und der Crocodiles. Aufgrund des sportlichen Erfolges der Crocodiles gab es eine Menge Rivalitäten zwischen den Crocodiles-Fans und den Fans der Clubs rund um Hamburg. Mittlerweile sind diese Rivalitäten jedoch abgeklungen und das Verhältnis zwischen dem Hamburger SV und dem Adendorfer EC hat sich entspannt. Allerdings herrscht weiterhin eine große Rivalität zwischen den Anhängern der Crocodiles und den Fans der Salzgitter Icefighters und den CE Timmendorf Beach Devils.